# Manuel Pinto de Sousa
Manuel Pinto de Sousa (Alijó, Vilar de Maçada, Vilar de Maçada, 1860 - Vila Nova de Famalicão, Vila Nova de Famalicão, 1934) foi um industrial, jornalista, político e filantropo português.

## Biografia
Filho de Fernando Anjo (Alijó, Vilar de Maçada, Vilar de Maçada, 16 de Janeiro de 1820 - Alijó, Vilar de Maçada, Vilar de Maçada, 30 de Maio de 1883) e de sua mulher Ana Pinto de Sousa (Alijó, Vilar de Maçada, Vilar de Maçada, 23 de Março de 1824 - Alijó, Sanfins do Douro, Cheires, 20 de Maio de 1882).
Foi muito novo para Vila Nova de Famalicão, Vila Nova de Famalicão, trabalhar no comércio. Inteligente e estudioso, atingiu sozinho um grau de instrução pouco vulgar, para o qual muito concorreram os conselhos dum seu amigo e os bons livros que lhe facultou.
Com mais de vinte anos montou, de sociedade com seu irmão, uma tipografia, a cujo desenvolvimento passou a consagrar toda a sua actividade. Assim, relacionou-se com homens de Letras e, pouco depois, iniciava-se no jornalismo como correspondente dum diário do Porto.
Em 1895, fundou o semanário "Estrela do Minho", do qual foi diretor e proprietário,
 e que nunca mais deixou de publicar-se, acompanhando, dentro da sua esfera de acção e do seu meio, os progressos da Imprensa e a evolução das ideias. Foi, também, colaborador da revista "Nova Alvorada", e tomou parte activa na propaganda Republicana, com o maior desinteresse e movido apenas pela sinceridade das duas convicções.
Entretanto, a Tipografia Minerva, que fundara em 1886 e da qual era Proprietário e Gerente, prosperava, tornando-se numa das mais apetrechadas oficinas gráficas da Província do Minho, e o seu fundador conquistava a posição social a que tinha direito.
Sincero democrata e coração de larga generosidade, prestou valiosos serviços à sua terra adoptiva quando ocupou o lugar de Vereador da Câmara Municipal, Membro da 1.ª Comissão Administrativa Municipal de Vila Nova de Famalicão depois da Implantação da República Portuguesa a 5 de Outubro de 1910, e tomou iniciativas de utilidade pública, como a da criação dum Corpo de Bombeiros Voluntários. Foi um dos mais dedicados fundadores do Hospital de Famalicão e deixou o seu nome ligado a outras instituições de assistência.
Dirigiu o seu jornal com o maior escrúpulo de imparcialidade, pondo sempre as suas colunas ao serviço das causas justas.
Grande admirador e amigo de Camilo Ferreira Botelho Castelo Branco, 1.° Visconde de Correia Botelho, Escritor com quem convivera, trabalhou devotadamente para que se conservasse, convertida em Museu, a Casa do grande Romancista em São Miguel de Seide.
Tio-bisavô por varonia de José Sócrates de Carvalho Pinto de Sousa.